# تل الأخضر
تل الأخضر (بالعبرية: תל אנפה‏) - التي تعني«تل البلشون». هو موقع أثري ومحمية طبيعية في الجليل الأعلى، في فلسطين التاريخية.

## التاريخ
كان تل الأخضر مأهول بالسكان منذ بداية العصر البرونزي المبكر وحتى العصر الروماني المبكر، ولكن معظم البقايا الأثرية الهامة، التي عثر عليها في منطقة التل الأخضر، تعود إلى العصر الهلنستي.
في الفترة الهلنستية المتأخرة، في السنوات التي ما بين 125-80 قبل الميلاد، كان في الموقع بناية كبيرة التي يتواجد لها فناء مركزي. تم التخلي عن الموقع بعد عام 80 قبل الميلاد، وأعيد تأهيله سكنيا في العقد الأخير من القرن. استمرت هذه المرحلة الرومانية المبكرة حتى منتصف القرن الأول الميلادي عندما تم التخلي عن الموقع مرة أخرى. تم اكتشاف عملات معدنية ومقابض أمفورة، وقدرت على أنها تعود للحقبة التي ما بين أواخر القرن الرابع وحتى القرن الثاني.
منذ عام 1984، الأرض التي يقع عليها تل الأخضر أضحت جزء من محمية طبيعية مساحتها 11 دونم.